# Saint-Aubin (Lot i Garonna)
Saint-Aubin – miejscowość i gmina we Francji, w regionie Nowa Akwitania, w departamencie Lot i Garonna. Nazwa miejscowości pochodzi od imienia św. Albina.
Według danych na rok 1990 gminę zamieszkiwały 424 osoby, a gęstość zaludnienia wynosiła 23 osób/km² (wśród 2290 gmin Akwitanii Saint-Aubin plasuje się na 772. miejscu pod względem liczby ludności, natomiast pod względem powierzchni na miejscu 598.).